# Esmalcalda
Esmalcalda (em alemão: Schmalkalden) é uma cidade da Alemanha localizada no distrito de Schmalkalden-Meiningen, estado da Turíngia.